# Julius Maximilians-Universiteit
De Julius Maximilians-Universiteit (Julius-Maximilians-Universität) in Würzburg is de oudste universiteit van Beieren.
De instelling werd in 1402 opgericht door prins-bisschop Johan von Egloffstein. De universiteit was in haar financiering grotendeels afhankelijk van de prins-bisschop, waardoor het onderwijs na zijn dood gestaakt moest worden. In 1582 kon de universiteit opnieuw worden opgericht door prins-bisschop Julius Echter von Mespelbrunn.
De bekendste aan deze universiteit verbonden wetenschapper is de Nobelprijswinnaar Wilhelm Röntgen, ontdekker van de naar hem genoemde röntgenstralen.

## Faculteiten
Sinds 2007 bestaat de universiteit uit de volgende faculteiten:
- Theologie (Katholisch-Theologische Fakultät)
- Rechten (Juristische Fakultät)
- Geneeskunde (Medizinische Fakultät)
- Geschiedenis, Filologie, Cultuurwetenschappen en Geografie (Philosophische Fakultät I: Historische, Philologische, Kultur- und Geographische Wissenschaften)
- Filosofie, Psychologie, Onderwijs- en Maatschappijwetenschappen (Philosophische Fakultät II: Philosophie, Psychologie, Erziehungs- und Gesellschaftswissenschaften)
- Biologie (Fakultät für Biologie)
- Scheikunde en Farmacie (Fakultät für Chemie und Pharmazie)
- Wiskunde en Informatica (Fakultät für Mathematik und Informatik)
- Natuur- en Sterrenkunde (Fakultät für Physik und Astronomie)
- Economie (Wirtschaftswissenschaftliche Fakultät)

Aarhus ·
Åbo ·
Barcelona ·
Bergen ·
Boedapest ·
Bologna ·
Bristol ·
Cambridge ·
Coimbra ·
Dublin ·
Edinburgh ·
Galway ·
Genève ·
Göttingen ·
Graz ·
Granada ·
Groningen ·
Heidelberg ·
Iași ·
Jena ·
Krakau ·
Leiden ·
Leuven ·
Louvain-la-Neuve ·
Lyon ·
Montpellier ·
Oxford ·
Padua ·
Pavia ·
Poitiers ·
Praag ·
Salamanca ·
Siena ·
Tartu ·
Thessaloniki ·
Turku ·
Uppsala ·
Würzburg
Aken · Augsburg · Bamberg: Otto-Friedrich · Bayreuth · Berlijn (Vrije Universiteit · Humboldt · Technische Universiteit · Kunsten) · Bielefeld · Bochum · Bonn · Braunschweig · Bremen (Universiteit Bremen · Jacobs University) · Chemnitz · Clausthal · Cottbus-Brandenburg · Darmstadt · Dortmund · Dresden · Duisburg-Essen · Düsseldorf: Heinrich Heine · Eichstätt-Ingolstadt · Erfurt · Erlangen-Neurenberg: Friedrich-Alexander · Frankfurt am Main · Frankfurt an der Oder: Europa · Freiberg · Freiburg · Gießen · Göttingen: Georg August · Greifswald: Ernst Moritz Arndt · Hagen · Halle-Wittenberg: Martin Luther · Heidelberg: Ruprecht Karls · Hamburg (Hamburg · HafenCity · Hamburg-Harburg · Helmut Schmidt) · Hannover (Hannover · Medische Hogeschool) · Hildesheim · Hohenheim · Ilmenau · Jena: Friedrich Schiller · Kaiserslautern · Karlsruhe · Kassel · Keulen · Duitse Sporthogeschool Keulen · Kiel: Christian Albrechts · Koblenz-Landau · Konstanz · Leipzig · Lübeck · Lüneburg: Leuphana · Magdeburg: Otto von Guericke · Mainz: Johannes Gutenberg · Mannheim · Marburg: Philipps · München (Ludwig Maximilians · Technische Universiteit · Oekraïense Vrije Universiteit · Universiteit van het Bondsleger) · Münster · Oldenburg: Carl von Ossietzky · Osnabrück · Paderborn · Passau · Potsdam · Regensburg · Reutlingen · Rostock · Saarbrücken · Siegen · Stuttgart · Trier · Tübingen: Eberhard-Karls · Ulm · Vechta · Weimar: Bauhaus · Witten: Herdecke · Wuppertal · Würzburg: Julius Maximilians